# Temperance (Míchigan)
Temperance es un lugar designado por el censo ubicado en el condado de Monroe en el estado estadounidense de Míchigan. En el Censo de 2010 tenía una población de 8517 habitantes y una densidad poblacional de 708,56 personas por km².

## Geografía
Temperance se encuentra ubicado en las coordenadas 41°46′3″N 83°34′18″O / 41.76750, -83.57167. Según la Oficina del Censo de los Estados Unidos, Temperance tiene una superficie total de 12.02 km², de la cual 11.93 km² corresponden a tierra firme y (0.71%) 0.09 km² es agua.

## Demografía
Según el censo de 2010, había 8517 personas residiendo en Temperance. La densidad de población era de 708,56 hab./km². De los 8517 habitantes, Temperance estaba compuesto por el 96.98% blancos, el 0.41% eran afroamericanos, el 0.2% eran amerindios, el 0.82% eran asiáticos, el 0.02% eran isleños del Pacífico, el 0.58% eran de otras razas y el 0.99% pertenecían a dos o más razas. Del total de la población el 2.23% eran hispanos o latinos de cualquier raza.